# Na Nach

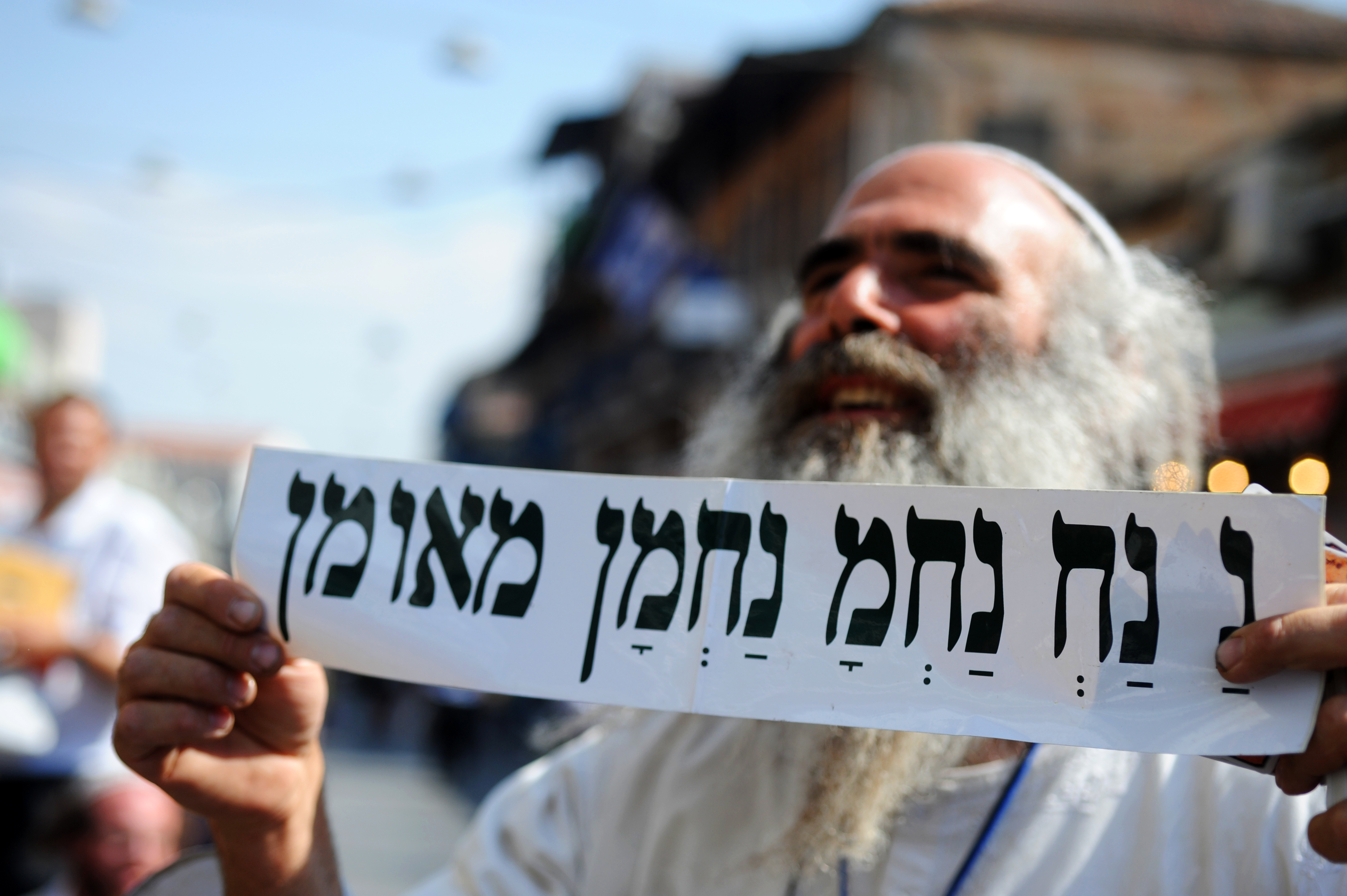
Un jueu hassídic del grup Na Nach mostra el lema del moviment escrit en un adhesiu, al mercat de Machane Yehuda a Jerusalem

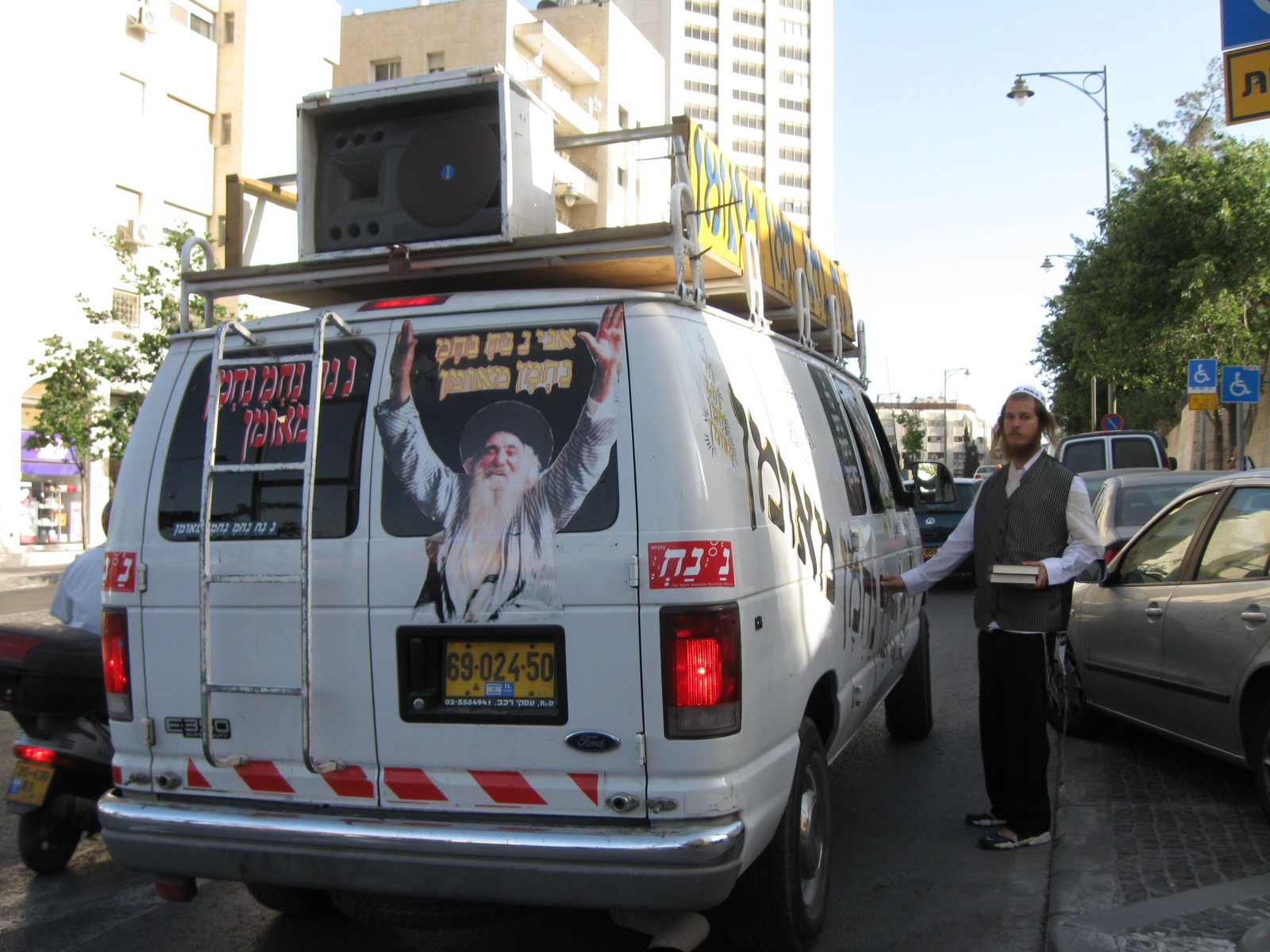
Un jueu hassídic del grup Na Nach al costat d'una furgoneta plena d'imatges del rabí Yisroel Ber Odesser i el lema «Na Nach Nachma Nachman Meuman», a Jerusalem

Na Nach és el nom d'un subgrup de jueus hassídics de la dinastia hassídica Breslev, que segueixen els ensenyaments del rabí Nakhman de Breslev segons la tradició del rabí Yisroel Ber Odesser, també anomenat Saba («avi») pels Na Nach. Es creu que «Saba» va rebre una nota inspiradora, anomenada Petek («carta»), del difunt rabí Najman de Breslev.
Els devots del grup, col·loquialment anomenats Na Nach, són força visibles als carrers de Tel-Aviv, Jerusalem, Safed, Tiberíades i altres ciutats israelianes, mentre ballen a sobre i al voltant de les seves furgonetes pintades amb grafits, seguint el ritme de la música techno i hassídica a tot volum, amb l'objectiu de difondre l'alegria als vianants. Els Na Nach distribueixen la seva literatura als carrers de les ciutats i a prop de les estacions d'autobusos.
Els Na Nach s'identifiquen per la seva gran quipà blanca, que porta escrites les paraules de la cançó del Petek que va rebre el rabí Yisroel Ber Odesser: «Na Nach Nachma Nachman Meuman». A més de publicar aquesta frase en tanques publicitàries i adhesius, els Na Nach i els seus admiradors han fet famosa aquesta frase a tot Israel.